# Vergență
În optica geometrică, vergența, în unele cazuri denumită putere intrinsecă, este o mărime algebrică care caracterizează proprietățile de focalizare ale unui sistem optic. Ea este omogenă cu inversul unei lungimi în metri și se exprimă în dioptrii (δ). Vergența unui sistem optic este pozitiv pentru un sistem convergent și negativ pentru un sistem divergent: ea primește același semn cu distanța focală imagine.
În cazul unui sistem optic din aer sau din vid, vergența poate fi definită simplu ca inversul distanței focale imagine.
Pentru un sistem optic care separă medii ale căror indici de refracție, n și n' în sensul propagării luminii, sunt diferite, vergența este definită pornind de la  distanțele focale obiect f și imagine f' prin:
Într-un mod mai general, luând în cont sistemele optice constituite dintr-un număr impar de oglinzi, m fiind numărul de elemente catoptrice, vergența se exprimă:
Vergența este în mod deosebit utilizată pentru caracterizarea lentilelor corectoare (lentile de ochelari și lentile de contact) în optica fiziologică.

## Vergența unui dioptru sferic
Fie un dioptru sferic cu vârful {\displaystyle S} și centrul {\displaystyle C}, raza sa algebrică este notată: {\displaystyle R={\overline {SC}}}. {\displaystyle R>0} dacă dioptrul este convex, iar {\displaystyle R<0} dacă dioptrul este concav.
Acest dioptru separă, în sensul drumului luminii, două medii succesive cu indicii {\displaystyle n_{1}} et {\displaystyle n_{2}}. Atunci, vergența acestui dioptru este:
Exemplu:
Dioptru sferic convex de rază 1 m, separând aerul de sticlă (în această ordine)
.
{\displaystyle V={\frac {1,5-1}{1}}=0,5\ \mathrm {\delta } }  ;   {\displaystyle f={\frac {-1}{0,5}}=-2\ \mathrm {m} }  ;   {\displaystyle f\,^{'}={\frac {1,5}{0,5}}=3\ \mathrm {m} }

## Vergența unei lentile sferice
O lentilă sferică groasă este constituită din doi dioptri sferici consecutivi.
unde {\displaystyle n} desemnează indicele materialului utilizat, {\displaystyle n_{o}} indicele mediului, {\displaystyle f\,^{'}}distanța focală imagine, {\displaystyle R_{1}={\overline {S_{1}C_{1}}}} și {\displaystyle R_{2}={\overline {S_{2}C_{2}}}} razele de curbură ale celor doi dioptri și {\displaystyle e={\overline {S_{1}S_{2}}}} distanța dintre vârfurile dioptrilor.
În cazul simplificat al unei lentile subțiri, adică a cărei grosime este neglijabilă față de razele de curbură, în mediu de aer, relația se simplifică în felul următor:
{\displaystyle V={\frac {n_{o}}{f\,^{'}}}=(n-1)\left({\frac {1}{R_{1}}}-{\frac {1}{R_{2}}}\right)}

## Formula lui Gullstrand
Formula lui Gullstrand, enunțată de către suedezul Allvar Gullstrand, dă vergența unui sistem centrat în funcție de vergențele {\displaystyle V_{1}} și {\displaystyle V_{2}} ale celor două sisteme centrate care îl compus, de indice {\displaystyle n} al mediului care le separă și interstițiul {\displaystyle e={\overline {H_{1}'H_{2}}}} care le separă planurile principale:
În cazul lentilelor subțiri, distanța {\displaystyle e} este egală cu distanța care separă centrii optici. În plus, dacă cele două lentile subțiri sunt alipite, {\displaystyle e} este nul, și avem: {\displaystyle V=V_{1}+V_{2}}.